# Alluvione di Sarno e Quindici del 1998
L'alluvione di Sarno e Quindici, o frana di Sarno, è stato un movimento franoso di vaste dimensioni che, tra il 5 e il 6 maggio 1998, colpì, in particolare, le aree urbane campane di Sarno (SA), Quindici (AV), Siano (SA), Bracigliano (SA) e San Felice a Cancello (CE), causando la morte di 161 persone.
A seguito di questi avvenimenti la Prefettura di Napoli decise di attivare una rete di monitoraggio ambientale, realizzata e installata da una società del settore, per garantire il controllo delle piogge e dei loro effetti sull'evoluzione dell'alluvione.

## Antefatti
L'area del comprensorio di Sarno, come per tutte le alture che circondano la piana omonima, è costituita da due dominii geologici nettamente separati. Il substrato di base è composta da rocce calcaree, al di sopra delle quali le varie eruzioni storiche del Vesuvio hanno depositato strati successivi di piroclasti. Tali due dominii sono ben differenziati e descritti dalle numerose indagini geologiche condotte in epoca storica e recente. Essi costituiscono due insiemi a diversa densità, con il calcare compatto, e gli strati di piroclasti invece maggiormente sciolti e incoerenti. Tali due strati erano tenuti insieme dalla vegetazione naturale, e anche dalle pratiche colturali a terrazza. L'abbandono di queste ultime ha fatto in modo che i versanti fossero invasi da vegetazione ruderale, più volte bruciata, la quale non assicurava di fatto la stessa continuità tra calcare e piroclasti.

## Storia

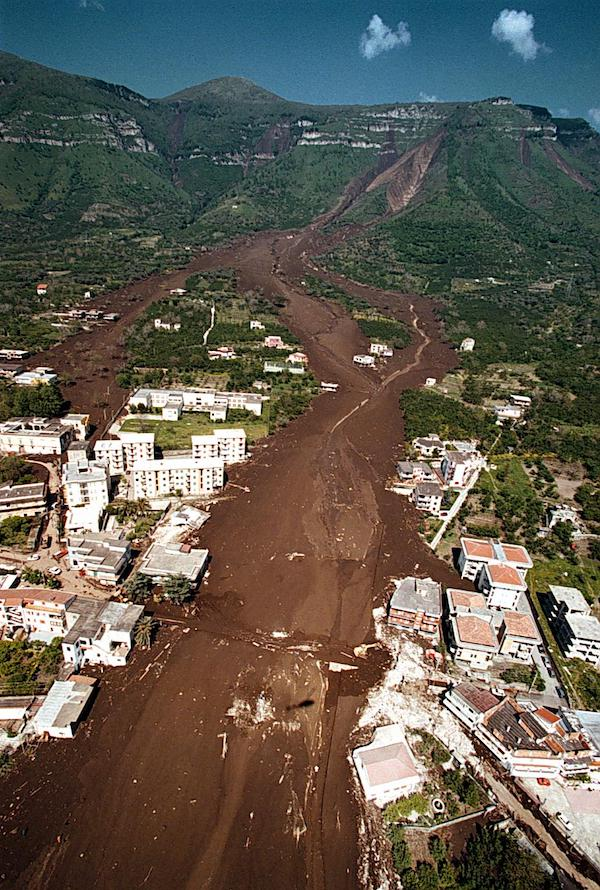
Il paese di Sarno tagliato in due da uno dei fronti della frana

Nel mese di maggio 1998, l'area del comprensorio di Sarno fu colpita da un eccezionale evento piovoso, e nell'arco di 72 ore caddero oltre 240/300 millimetri di pioggia. Tale evento causò la dissoluzione della continuità tra calcare e piroclasti, e provocò lo scivolamento catastrofico di questi ultimi sul primo.
Il 5 maggio alle ore 15:00, si staccò la prima frana dal monte Pizzo d'Alvano, che sfiorò gli abitati sottostanti, mentre la pioggia si abbatté incessante su Sarno, Bracigliano e Siano. La prefettura di Salerno fu avvisata del verificarsi di smottamenti solo verso le 16:30.
Alle 17:00 iniziarono a scivolare a valle diverse frane e colate di detriti che travolsero Sarno e le località vicine, abbattendo decine di abitazioni. Nel contempo arrivarono notizie di una frana anche a Siano. I primi soccorsi giunsero in valle dopo circa un'ora, proprio mentre a Quindici, che si trova sul versante opposto del Pizzo d'Alvano, si abbatté una valanga di fango e detriti che seppellì il centro e la frazione Casamanzi. Dopo poco la frazione Episcopio di Sarno fu raggiunta da un enorme colamento che distrusse l'intero abitato.
Durante la serata, mentre altri movimenti franosi colpirono Sarno e Quindici, causando alcuni black-out, furono estratti dalla fanghiglia diversi morti e feriti: questi ultimi furono trasportati nel maggior ospedale della zona, il Villa Malta di Sarno. Ma la situazione assunse proporzioni catastrofiche tra le 23:31 e la mezzanotte del 6 maggio, quando una frana di vastissime dimensioni travolse nuovamente Sarno, invadendo l’ospedale Villa Malta e seppellendo sotto al fango due medici, tre infermieri, il portiere dell'ospedale e cinque pazienti (tra cui due bambini). I primi elicotteri sorvolarono la zona solo dopo le 6:00.

## Vittime
| Comune                | Morti |
| --------------------- | ----- |
| Sarno                 | 137   |
| Quindici              | 11    |
| Bracigliano           | 7     |
| Siano                 | 5     |
| San Felice a Cancello | 1     |
| Totale                | 161   |

Dopo giorni di scavi tra il fango e le macerie, si arrivò al bilancio definitivo di 161 morti. Tra le vittime del disastro ci fu anche un soccorritore, il vigile del fuoco Marco Mattiucci, a cui - per l'eroismo dimostrato durante i soccorsi - fu attribuita la medaglia d'oro al valor civile.

## Conseguenze
Secondo quanto riportato da alcune fonti, solamente dieci ore dopo l'accaduto l'assessore all'ambiente della Regione Campania Angelo Grillo inviò ai sindaci della zona un fax in cui si prevedeva la possibilità di eventi catastrofici:
"Segnalasi che la conformazione orografica e le caratteristiche geoambientali del vostro territorio comunale in concomitanza di particolari eventi piovosi in corso in queste ore, possono determinare situazioni non prevedibili di instabilità con conseguenti eventi franosi catastrofici. Tanto si comunica ai fini dell'attivazione di ogni misura necessaria atta a garantire la salvaguardia della pubblica e privata incolumità".
Una volta accertata la gravità della situazione, numerosi distaccamenti di forze dell'ordine, pompieri e volontari provenienti da tutta Italia accorsero sul luogo per portare soccorso alle popolazioni colpite. Oltre all'elevato numero di vittime - tra cui diversi bambini -, numerose persone furono salvate dalla colata di fango, di cui una estratta viva, dopo più di tre giorni, dal sottoscala in cui era stata trascinata dalla violenza del limo.
Esaurita la fase di prima emergenza, furono aperti alcuni procedimenti penali verso esponenti dell'amministrazione cittadina di Sarno, volti all'accertamento di eventuali responsabilità. Il 5 maggio del 2010 il sindaco Gerardo Basile, inizialmente giudicato non colpevole in merito all'accusa di omicidio colposo plurimo nei primi due gradi di giudizio, si è visto annullare la sentenza d'appello dalla Corte di cassazione. Questo giudizio - motivato dal fatto che, secondo la Corte, la condotta del sindaco sarebbe stata "passiva" nella gestione degli eventi - ha rinviato il giudizio alla Corte d'appello di Napoli per un nuovo processo. Nel dicembre 2011 la Corte d'appello condanna Basile alla pena di anni cinque di reclusione, confermata in Cassazione nel 2013 (Cass. pen., sez. III, n. 19507/2013); la pena fu poi ridotta di tre anni per effetto dell'indulto del 2006, mentre i restanti due anni furono scontati in regime di affidamento in prova al servizio sociale.